# 曾善美
曾善美（英語：Meimei Tsang，1987年11月8日—），香港女演員、模特兒，DaDa陳靜師妹。

## 簡介
香港JACSO加秀娛樂旗下的模特儿, 2012年前往泰国普吉岛取景為香港书展推出写真。

## 戲劇

### 電影及電視劇
- 2013年：女生公寓 微劇女主角
- 2014年：殭屍TV 女配角
- 2014年：唐伯虎衝上雲霄 女配角

## 其他
- 2012年 - 推出首本寫真集 <Finding Meimei>

## 廣告代言
廣告 - 香港
- 2013大家樂廣告女主角

## 時裝秀
- 2009年 - 《冬祭 Tokyo Girls Night》
- 2012年 - 《女生天下FFFG》

## 外部連結
- 曾善美Meimei新浪微博 （页面存档备份，存于）
- 曾善美Instagram （页面存档备份，存于）
- 曾善美Facebook專頁